# Lijst van gemeentelijke monumenten in Tull en 't Waal
De plaats Tull en 't Waal, onderdeel van de gemeente Houten, kent 50 gemeentelijke monumenten, hieronder een overzicht.
| Object                                 | Bouwjaar | Architect                              | Locatie             | Coördinaten                  | Nr.       | Afbeelding                     |
| -------------------------------------- | -------- | -------------------------------------- | ------------------- | ---------------------------- | --------- | ------------------------------ |
| Verdedigingswerk Werk Groeneweg        |          |                                        | Groeneweg aan de    | 51° 58' 21" NB, 5° 11' 2" OL | 0321/027  | Meer afbeeldingen              |
| Dwarshuisboerderij De Molen            |          |                                        | Lange Uitweg 2      | 51° 59' 19" NB, 5° 9' 51" OL | 0321/073  | Dwarshuisboerderij De Molen    |
| Schuur                                 |          |                                        | Lange Uitweg 33     | 51° 59' 28" NB, 5° 10' 2" OL | 0321/074a | Upload foto                    |
| Langhuisboerderij Nieuwestein          |          |                                        | Lange Uitweg 35     | 51° 59' 27" NB, 5° 10' 1" OL | 0321/074b | Langhuisboerderij Nieuwestein  |
| Woonhuis                               |          |                                        | Lange Uitweg 42     | 51° 59' 7" NB, 5° 9' 30" OL  | 0321/075a | Upload foto                    |
| Leilinde (Tilia x europaea)            |          |                                        | Lange Uitweg 42 Bij | 51° 59' 7" NB, 5° 9' 30" OL  | 0321/075b | Upload foto                    |
| Leilinde (Tilia x europaea)            |          |                                        | Lange Uitweg 42 Bij | 51° 59' 7" NB, 5° 9' 30" OL  | 0321/075c | Upload foto                    |
| Leilinde (Tilia x europaea)            |          |                                        | Lange Uitweg 42 Bij | 51° 59' 7" NB, 5° 9' 30" OL  | 0321/075d | Upload foto                    |
| Leilinde (Tilia x europaea)            |          |                                        | Lange Uitweg 42 Bij | 51° 59' 7" NB, 5° 9' 30" OL  | 0321/075e | Upload foto                    |
| Langhuisboerderij Grijpenstein         |          |                                        | Lange Uitweg 83     | 51° 59' 7" NB, 5° 9' 18" OL  | 0321/076a | Langhuisboerderij Grijpenstein |
| Hekwerk                                |          |                                        | Lange Uitweg 83 Bij | 51° 59' 7" NB, 5° 9' 18" OL  | 0321/076b | Hekwerk                        |
| Houten woonhuis                        |          |                                        | Lange Uitweg 85     | 51° 59' 6" NB, 5° 9' 14" OL  | 0321/077  | Houten woonhuis                |
| Woonhuis Fortlust                      |          |                                        | Lange Uitweg 34     | 51° 59' 14" NB, 5° 9' 42" OL | 0321/078a | Woonhuis Fortlust              |
| Hekwerk                                |          |                                        | Lange Uitweg 34 Bij | 51° 59' 14" NB, 5° 9' 42" OL | 0321/078b | Hekwerk                        |
| Langhuisboerderij                      |          |                                        | Strijpweg 1         | 52° 0' 5" NB, 5° 8' 3" OL    | 0321/151a | Meer afbeeldingen              |
| Schuur                                 |          |                                        | Strijpweg 1 Bij     | 52° 0' 5" NB, 5° 8' 3" OL    | 0321/151b | Meer afbeeldingen              |
| Leilinde (Tilia x europaea)            |          |                                        | Strijpweg 1 Bij     | 52° 0' 5" NB, 5° 8' 3" OL    | 0321/151c | Meer afbeeldingen              |
| Leilinde (Tilia x europaea)            |          |                                        | Strijpweg 1 Bij     | 52° 0' 5" NB, 5° 8' 3" OL    | 0321/151d | Meer afbeeldingen              |
| Leilinde (Tilia x europaea)            |          |                                        | Strijpweg 1 Bij     | 52° 0' 5" NB, 5° 8' 3" OL    | 0321/151e | Meer afbeeldingen              |
| Michaëlschool                          | 1886     | Egbertus Gerhardus Wentink (1843-1911) | Waalseweg 3-3a      | 51° 59' 22" NB, 5° 9' 51" OL | 0321/163a | Michaëlschool                  |
| Brandspuithuisje                       |          |                                        | Waalseweg 3/3a Bij  | 51° 59' 24" NB, 5° 9' 51" OL | 0321/163b | Brandspuithuisje               |
| Woonhuis                               |          |                                        | Waalseweg 5         | 51° 59' 23" NB, 5° 9' 51" OL | 0321/164  | Woonhuis                       |
| Houten woonhuis                        |          |                                        | Waalseweg 12        | 51° 59' 28" NB, 5° 9' 44" OL | 0321/165  | Houten woonhuis                |
| Houten woonhuis Huize Ruimzicht        |          |                                        | Waalseweg 18        | 51° 59' 42" NB, 5° 9' 21" OL | 0321/166a | Meer afbeeldingen              |
| Houten schuur                          |          |                                        | Waalseweg 18 Bij    | 51° 59' 42" NB, 5° 9' 21" OL | 0321/166b | Meer afbeeldingen              |
| Houten schuur                          |          |                                        | Waalseweg 18 Bij    | 51° 59' 42" NB, 5° 9' 21" OL | 0321/166c | Meer afbeeldingen              |
| Langhuisboerderij                      |          |                                        | Waalseweg 26        | 51° 59' 51" NB, 5° 9' 4" OL  | 0321/167a | Langhuisboerderij              |
| Houten schuur                          |          |                                        | Waalseweg 26 Bij    | 51° 59' 51" NB, 5° 9' 4" OL  | 0321/167b | Upload foto                    |
| Langhuisboerderij Voorzorg             |          |                                        | Waalseweg 33        | 51° 59' 50" NB, 5° 8' 48" OL | 0321/168a | Meer afbeeldingen              |
| Schuur                                 |          |                                        | Waalseweg 33 Bij    | 51° 59' 50" NB, 5° 8' 48" OL | 0321/168b | Meer afbeeldingen              |
| Restant omgrachting                    |          |                                        | Waalseweg 33 Bij    | 51° 59' 50" NB, 5° 8' 48" OL | 0321/168c | Meer afbeeldingen              |
| Brug                                   |          |                                        | Waalseweg 33 Bij    | 51° 59' 50" NB, 5° 8' 48" OL | 0321/168d | Meer afbeeldingen              |
| Langhuisboerderij                      |          |                                        | Waalseweg 37        | 51° 59' 55" NB, 5° 8' 32" OL | 0321/169a | Meer afbeeldingen              |
| Hekwerk                                |          |                                        | Waalseweg 37 Bij    | 51° 59' 55" NB, 5° 8' 32" OL | 0321/169b | Meer afbeeldingen              |
| Villa met aangebouwde schuur           |          |                                        | Waalseweg 44        | 52° 0' 0" NB, 5° 8' 21" OL   | 0321/170  | Villa met aangebouwde schuur   |
| Langhuisboerderij                      |          |                                        | Waalseweg 72        | 52° 0' 11" NB, 5° 7' 53" OL  | 0321/171a | Meer afbeeldingen              |
| Brug                                   |          |                                        | Waalseweg 72 Bij    | 2° 0' 11" NB, 5° 7' 53" OL   | 0321/171b | Meer afbeeldingen              |
| Herenhuis                              |          |                                        | Waalseweg 73        | 52° 0' 6" NB, 5° 7' 57" OL   | 0321/172a | Herenhuis                      |
| Hoofdstructuur van het kerkhof         |          |                                        | Waalseweg 73 Bij    | 52° 0' 6" NB, 5° 7' 57" OL   | 0321/172b | Meer afbeeldingen              |
| Hardstenen grafsteen P. Cort CED Schut |          |                                        | Waalseweg 73 Bij    | 52° 0' 6" NB, 5° 7' 57" OL   | 0321/172c | Upload foto                    |
| Tweetal oorlogsgraven                  |          |                                        | Waalseweg 73 Bij    | 52° 0' 6" NB, 5° 7' 57" OL   | 0321/172d | Meer afbeeldingen              |
| Brug                                   |          |                                        | Waalseweg 71/73 Bij | 52° 0' 7" NB, 5° 7' 58" OL   | 0321/172e | Brug                           |
| Langhuisboerderij Weltevreden          |          |                                        | Waalseweg 84        | 52° 0' 24" NB, 5° 7' 27" OL  | 0321/173  | Langhuisboerderij Weltevreden  |
| Schuur                                 |          |                                        | Waalseweg 85 Bij    | 52° 0' 15" NB, 5° 7' 40" OL  | 0321/174  | Meer afbeeldingen              |
| Langhuisboerderij                      |          |                                        | Waalseweg 87        | 52° 0' 17" NB, 5° 7' 35" OL  | 0321/175a | Meer afbeeldingen              |
| Brug                                   |          |                                        | Waalseweg 87 Bij    | 52° 0' 17" NB, 5° 7' 35" OL  | 0321/175b | Meer afbeeldingen              |
| Langhuisboerderij Bouwlust             |          |                                        | Waalseweg 89        | 52° 0' 23" NB, 5° 7' 23" OL  | 0321/176a | Meer afbeeldingen              |
| Schuur                                 |          |                                        | Waalseweg 89 Bij    | 52° 0' 23" NB, 5° 7' 23" OL  | 0321/176b | Meer afbeeldingen              |
| Toegangshek                            |          |                                        | Waalseweg 89 Bij    | 52° 0' 23" NB, 5° 7' 23" OL  | 0321/176c | Meer afbeeldingen              |
| Brug                                   |          |                                        | Waalseweg 89 Bij    | 52° 0' 23" NB, 5° 7' 23" OL  | 0321/176d | Meer afbeeldingen              |